# Pediobius maduraiensis
Pediobius maduraiensis är en stekelart som beskrevs av Shafee och Rizvi 1985. Pediobius maduraiensis ingår i släktet Pediobius och familjen finglanssteklar. Inga underarter finns listade i Catalogue of Life.